# Giles New
Giles New (...) è un attore britannico, famoso per aver interpretato il soldato inglese Murtogg nella saga Disney Pirati dei Caraibi.
Egli compare solo in 3 film della saga: La maledizione della prima luna, Pirati dei Caraibi - Ai confini del mondo e Pirati dei Caraibi - La vendetta di Salazar.

## Filmografia

### Cinema
- La maledizione della prima luna, regia di Gore Verbinski (2003)
- Pirati dei Caraibi - Ai confini del mondo, regia di Gore Verbinski (2007)
- St. Trinian's, regia di Oliver Parker e Barnaby Thompson (2009)
- Pirati dei Caraibi - La vendetta di Salazar, regia di Joachim Rønning ed Espen Sandberg (2017)

### Televisione
- Metropolitan Police – serie TV (1998)
- Faith in the Future – serie TV (1998)
- Mr.Charity – serie TV (2001)
- My Family – serie TV (2004)
- In2Minds – serie TV (2004)
- Ti presento i Robinson – serie TV (2005)
- EastEnders – soap opera (2006-2011)
- The Whistleblowers – serie TV (2007)
- Rock & Chips – serie TV (2010)
- Merlin – serie TV (2012)
- Ella Bella Bingo – serie TV (2013-2015)